# Emmy Walser
Emmy Walser (* 1899 in Bühler AR; † 1992) war eine Schweizer Kindergärtnerin und Reformpädagogin.

## Leben

### Kindheit
Emmy Walser wurde im Jahre 1899 als zweitjüngstes von vier Kindern in Bühler AR geboren. Schon mit vier Jahren konnte sie lesen, die griechischen Sagen fand sie besonders spannend. Sie konnte allgemein mühelos lernen, was sich auch im Klavierspiel widerspiegelte. Emmy Walser wollte das Gymnasium besuchen, um später zu studieren, doch ihr Vater war dagegen. So meldete sie sich beim «Seminar Sonneck» für Kindergärtnerinnen in Münsingen an. 1919 schloss sie die Ausbildung mit Bestnoten ab.

### Pädagogin
Nachdem 1912 eine Ausbildung und ein Diplom der Kindergartenlehrerinnen in Kindergärten verlangt wurden, wurden zwischen 1917 und 1948 zwei neue Ausbildungsstätten in Bern aufgebaut. Emmy Walser übernahm von 1928 bis 1948 die Leitung des städtischen Kindergartenseminars Marzili. Parallel leitete Marie von Greyerz das private «Seminar Sonneck». Zwischen 1926 und 1952 war sie vielfach publizistisch tätig, zumeist veröffentlichte sie im Schweizerischen Kindergarten, einer Monatsschrift für Vorschulerziehung. 1935 war sie als erste Frau Präsidentin des 1912 gegründeten Kindergartenvereins des Kantons Bern, von 1941 bis 1946 des Schweizerischen Kindergartenvereins.
Walser war eine Frau, die die Pädagogik nachhaltig mitprägte. Sie arbeitete mit viel Autonomie, war für «alles zuständig» und konnte «frei walten», was später ihre Nachfolgerin berichtete.
Emmy Walser war eine bedeutende Persönlichkeit in der Didaktik des Kindergartens. Sie prägte diese nachhaltig, indem sie die freie Arbeitsweise gegenüber der Fröbel’schen Kindergartenführung hartnäckig durchsetzte. Dieses Konzept empfand sie aber nicht als Methode oder System, sondern als «Ausdruck einer pädagogischen Grundhaltung». Noch heute ist die freie Arbeitsweise im Kindergartenunterricht zu finden, sie war sozusagen die Grundlage des heutigen Freispiels. Als sich Walser aus der Kindergartenarbeit zurückzog, hatte sich ihr Konzept schon in der ganzen deutschsprachigen Schweiz etabliert.
Sie begegnete vielen Vertretern der Pädagogik, doch hatte sie wohl die meisten Gemeinsamkeiten mit John Dewey. Auch die Konzepte von Marie von Greyerz und Friedrich Fröbel beeinflussten sie, obwohl sie das nicht selbst erwähnte.

## Nachwirkung
An der Fachhochschule Nordwestschweiz, Pädagogische Hochschule der Fachhochschule Nordwestschweiz, wird seit 2013 der Emmy Walser Preis für herausragende Bachelor-Arbeiten am Institut Kindergarten und Unterstufe der Pädagogischen Hochschule vergeben.